# Anacampsis
Genre
Anacampsis est un genre de petits insectes de l'ordre des lépidoptères (papillons) de la famille des Gelechiidae.

## Liste des espèces
Selon BioLib (25 janv. 2015) :
- Anacampsis blattariella (Hübner, 1796)
- Anacampsis fuscella (Eversmann, 1844)
- Anacampsis hirsutella (Constant, 1885)
- Anacampsis malella Amsel, 1959
- Anacampsis obscurella (Denis & Schiffermüller, 1775)
- Anacampsis populella (Clerck, 1759)
- Anacampsis scintillella (Fischer von Röslerstamm, 1841)
- Anacampsis temerella (Lienig & Zeller, 1846)
- Anacampsis timidella (Wocke, 1887)
- Anacampsis trifoliella (Constant, 1890)